# 貝爾法斯特 (普馬蘭加省)

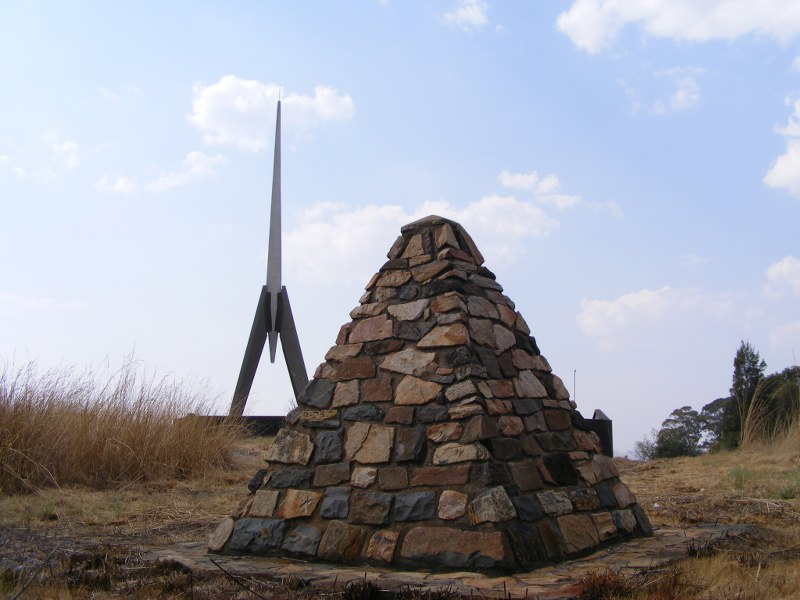
貝爾法斯特

貝爾法斯特是南非的城鎮，位於該國東北部，由普馬蘭加省負責管轄，面積67.63平方公里，每年平均降雨量674毫米，2001年人口2,425，人口密度每平方公里36人。

## 外部連結
- Belfast, Mpumalanga （页面存档备份，存于）
- Belfast Information